# Georgia en los Juegos Olímpicos de Turín 2006
Georgia estuvo representada en los Juegos Olímpicos de Turín 2006 por 2 deportistas que compitieron en 2 deportes.  
El portador de la bandera en la ceremonia de apertura fue el patinador artístico Vajtang Murvanidze. El equipo olímpico georgiano no obtuvo ninguna medalla en estos Juegos.